# Jacopo Corsi
Jacopo Corsi (Florència, 17 de juliol de 1561 - 29 de desembre de 1602) va ser un mecenes, escriptor, poeta, músic i compositor italià de finals del Renaixement. Considerat un dels autors més importants de la primera música barroca i un dels pares de la futura òpera lírica.

## Biografia

### Família
Fill de Giovanni di Jacopo i d'Alessandra di Simone della Gherardesca. El 1595 es va casar amb Laura di Lorenzo Corsini, amb un dot de 10.600 escuts. Va tenir dos fills, Lorenzo i Giovanni. Va heretar el títol de Marquès de Caiazzo.

### Cameratas
Inicialment va formar part de les reunions de la Camerata Florentina del Comte Giovanni Bardi, on hi participaven diversos intel·lectuals com l'escriptor i poeta Ottavio Rinuccini, Giulio Caccini (músic, compositor i cantant) Piero Strozzi (noble, compositor aficionat), Emilio de' Cavalieri (compositor i organista), Jacopo Peri (compositor, organista i cantant), i els dos més teòrics, Girolamo Mei (filòsof, filòleg, historiador recordat pels seus treballs de musicologia) i Vincenzo Galilei (gran teòric del canvi cap a la música del Barroc i pare de l'astrònom Galileo Galilei). A partir de 1590 i sobretot en marxar Bardi a Roma, les reunions van seguir a casa del mateix Corsi (camerata Corsi), que de fet era rival d'en Bardi. En aquesta "camerata" les discussions tenien un caràcter menys teòric i s'orientaven a realitzar activitats musicals concretes. El grup partia de l'opinió que a l'antiga Grècia, les tragèdies eren cantades, i que per reproduir la música grega calia trobar un tipus d'emissió vocal que fos una barreja de música i paraula, que van definir com a "recitar cantando".

### La primera òpera
Amb el finançament de Corsi es va crear Dafne considerada com la primera òpera de la història, amb text d'Ottavio Rinuccini i música de Jacopo Peri i del mateix Corsi, que en va compondre dues àries: Non curi la mia pianta i Bella ninfa fuggitiva.
Es va compondre l'hivern de 1594 i representar públicament al palau de Corsi durant el carnaval de 1598, amb la presència del Gran Duc. El paper de Dafne el va fer la cantant Vittoria Archilei, i el d'Apolo el compositor Peri.
La música d'aquesta obra s'ha perdut, excepte dos extractes descoberts al Conservatori de Brussel·les, i de fet la primera òpera que ha sobreviscut fins a l'actualitat és Euridice, escrita per Peri i Rinuccini l'any 1600, pel casament de Maria de Medici amb Enric IV.

### Mecenatge
La seva activitat com a mecenes no es va circumscriure exclusivament a la música, ja que va fer aportacions financeres a poetes com Giambattista Marino, Gabriello Chiabrera i Giovandomenico Peri.